# 村田柴太
村田 柴太（むらた さいた、1926年（大正15年）2月21日 - 2002年（平成14年）9月30日）は、日本の政治家。岩手県稗貫郡大迫町（現花巻市）長（9期）。岩手県議会議員（2期）。

## 来歴
岩手県稗貫郡大迫町に生まれる。旧制盛岡中学校（現岩手県立盛岡第一高等学校）を経て、1950年早稲田大学政治経済学部卒。1951年旧大迫町議会議員に当選し、合併までの2期務める。1955年の合併後も町議会議員を2期務める。1960年大迫町長に当選。1988年まで8期連続で務める。町長時代は特産品のブドウ栽培やワイン造りに力を入れ、エーデルワインを設立し、社長に就任した。また、町長在任中には早池峰神楽の国の重要無形文化財指定や早池峰山の国定公園の指定、早池峰山に自生する高山植物ハヤチネウスユキソウが縁でオーストリアのベルンドルフ市との姉妹都市の締結、山岳博物館の開館などがあり、福祉向上と町の発展に努めた。1982年秋の褒章で藍綬褒章受章。
1988年、8回目の町長当選後に自由民主党岩手県支部連合会から次期参議院選挙の岩手県選挙区からの立候補の打診があり、村田は受諾し、町長を辞職。翌1989年の参院選の岩手県の自民党の公認候補となったが、消費税導入やリクルート事件などの影響で、社会党現職の小川仁一に敗れ、議席奪回はならなかった。
1991年岩手県議会議員選挙に自民党から立候補して当選。1993年に自民党衆議院議員小沢一郎の離党に伴い自民党を離党。佐々木洋平（のち衆議院議員）らと新会派「研政会」を結成。翌1994年に新生党に入った。同年暮れ、新進党が結党。翌1995年の県議会議員選挙では新進党から立候補して再選。1999年は自由党から立候補して落選した。
2000年大迫町役場で補助金不正受給事件が発覚、当時の町長が引責辞任。これに伴う町長選挙に立候補し、無投票で当選。12年ぶりに返り咲いた。同年春の叙勲で勲三等瑞宝章受章。在任中の2002年9月30日死去、76歳。同日付けで正五位に叙される。没後、町から名誉町民が贈られた。
このほか大迫町商工会長、大迫農業協同組合長、岩手県町村会長、早池峰観光協会会長なども務めた。

## 著書
- 『町長日誌』町長日誌刊行会、1969年。
- 『神楽とワインの里 続・町長日誌』町長日誌刊行会、1979年。
- 『もるげんろうと 続々・町長日誌』町長日誌刊行会、1988年。